# 王宣猷
王宣猷（？—1938年4月26日），人稱「士家」，長樂梅花人，中醫師，連江縣竿西聯保辦公處主任。1938年，因拒絕交出聯保槍械和文件，遭海盜吳依恪槍殺。

## 生平
王宣猷的父親、祖父為梅花鎮之蝦皮大王，家境富裕。其在年輕時曾至福州就學，期間與自己的女同學開始交往，但之後因家長反對，該女同學最後抑鬱而終，王宣猷便在連江北竿的塘岐地區興建「望海樓」追思。王宣猷精通中醫，在北竿橋仔地區開設中醫診所，時常替鄉民行醫，遇到貧苦人家一律不收費。
1934年被推選擔任「竿西聯保辦公處」（後改稱竿塘聯保）主任。1938年4月26日夜晚，投靠日本的海盜吳依恪率領二十餘名海盜闖進王宣猷的住家「五間排」中，王宣猷拒絕交出聯保槍械及文件，遭吳依恪槍殺身亡，之後福建省政府命令連江縣政府派員慰問家屬，並發送喪葬費一百元、撫恤金二百元。
王宣猷育有四子，其中長子王恆炳瘖啞，王宣猷親自教他讀書寫字，受鄉民敬重。

## 軼事
王宣猷喜歡穿著長袍，戴一頂小圓帽，手拿著水菸筒行走在鄉間，傳說王宣猷具「抓鬼」、「識神力」之特異功能，民間流傳女鬼夜夜替他搥背，也曾流傳他曾測試北竿各間廟宇神祇的功力。

## 住宅
王宣猷一家曾住在北竿島橋仔村南邊的宅第「五間排」內，其家人及後代在1950年代左右搬離五間排。2016年1月8日，五間排被連江縣政府公告登錄為歷史建築。